# 李僡
李 僡（り けい、Li Hui、? - 1853年）は、清末の官僚。字は恵人。同州府華陰県出身。
1822年に進士となり、大名・保定知府、大順広道、直隷按察使、江蘇布政使、甘粛布政使などを歴任し、1851年に河南巡撫に抜擢された。1852年、山東巡撫に異動となった。当時、太平天国が武昌から長江を下って南京に迫っていたが、李僡は兵2千を援軍として送ったうえで、曹州・沂州・兗州を視察して黄河の渡河口の守りを固め、また捻軍が呼応して蜂起するのに備えた。
1853年、南京が陥落し、太平天国軍が北伐を開始すると、兵を東南路・中路・西南路に分けて防御態勢を固めた。北伐軍が河南省に入ると黄河の渡河口の船を焼いて侵入を防ぎ、さらに北伐軍が懐慶府を包囲すると、他の諸軍とともに力戦し包囲を解いた。
太平天国の乱の発生後、各省はことごとく崩壊し、自省への侵入を防いで他省の応援に赴いたのは李僡ただ一人だけであった。咸豊帝は李僡を総督に昇進させようとしたが、山東省の防衛に必要な人材のために実現しなかった。現職のまま死去。総督・太子少保の地位と恭毅の諡号が贈られた。